# ورم سني المنشأ
ورم سني المنشأ (بالإنجليزية: Odontogenic tumor)‏ هو ورم الخلايا أو الأنسجة التي تُحفز بدأ العمليات السِّنية، ومن الأمثلة عليه:
- ورم شبه غدي سني المنشأ.
- ورم ليفي أرومي مينائي
- ورم أرومي مينائي.
- ورم أرومي ملاطي
- ورم ظهاري متكلس سني المنشأ.
- ورم مخاطي سني المنشأ.
- ورم سني.
- ورم ملاطي.